# Huancavelica
Huancavelica – miasto w środkowym Peru, nad rzeką Ichu. Położone jest w Andach Środkowych, na wysokości około 3700 m n.p.m. Jest ośrodkiem administracyjnym regionu o tej samej nazwie. Według spisu ludności z 22 października 2017 roku miasto liczyło 50 699 mieszkańców.
W Huancavelica rozwinął się przemysł wydobywczy rud ołowiu, srebra oraz rtęci.

## Zabytki
W mieście znajdują się takie zabytki jak:
- klasztor św. Dominika założony w 1590 roku, z kościołem z 1679 roku
- klasztor św. Franciszka z kościołem z 1772 roku
- kościół La Matris zbudowany w latach 1667–1675
- szpital z początku XVII wieku z kościołem z 2. połowy XVIII wieku
- ratusz z XVII wieku